# Лижні перегони на зимових Олімпійських іграх 1956
Змагання з лижних перегонів на зимових Олімпійських іграх 1956 тривали з 27 січня до 4 лютого на лижному стадіоні Стадіо делле неве в містечку Кортіна-д'Ампеццо (Італія).
Розіграно 6 комплектів нагород — 4 серед чоловіків (15 км, 30 км, 50 км і естафета 4×10 км) та 2 серед жінок (10 км і естафета 3×5 км. Програма змагань у порівнянні з Олімпійськими іграми 1952 року в Осло значно змінилась, серед чоловіків перегони на 18 км замінили на 15 км і додали перегони на 30 км, а серед жінок додали естафету 3×5 км. Усі перегони, окрім естафет, були з роздільним стартом учасників.
Вперше в історії в олімпійському турнірі взяли участь радянські лижники. Вони перемогли у медальному заліку, завоювавши 7 медалей: 2 золоті, 2 срібні та 3 бронзові. Першу в історії СРСР золоту медаль зимових Олімпійських ігор виборола в перегонах на 10 км Любов Козирєва.

## Чемпіони та призери

### Таблиця медалей
| Місце              | Країна             | Золото | Срібло | Бронза | Загалом |
| ------------------ | ------------------ | ------ | ------ | ------ | ------- |
| 1                  | СРСР (URS)         | 2      | 2      | 3      | 7       |
| 2                  | Фінляндія (FIN)    | 2      | 2      | 0      | 4       |
| 3                  | Швеція (SWE)       | 1      | 2      | 3      | 6       |
| 4                  | Норвегія (NOR)     | 1      | 0      | 0      | 1       |
| Загалом (4 збірні) | Загалом (4 збірні) | 6      | 6      | 6      | 18      |

### Чоловіки

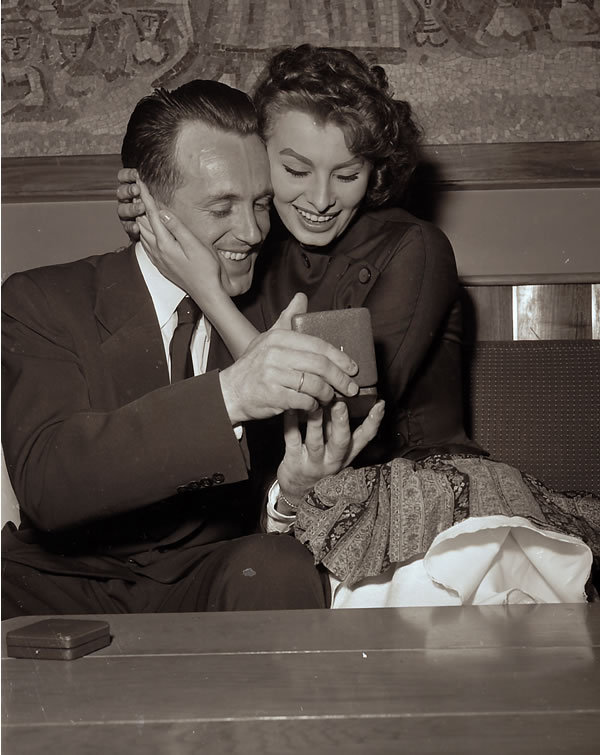
Норвежець Гальґейр Бренден показує свою золоту медаль 21-річній італійській акторці Софії Лорен

| Дисципліна       | Золото                                                                | Срібло                                                                        | Бронза                                                                           |
| ---------------- | --------------------------------------------------------------------- | ----------------------------------------------------------------------------- | -------------------------------------------------------------------------------- |
| 15 км            | Гальґейр Бренден · Норвегія                                           | Сікстен Єрнберг · Швеція                                                      | Павло Колчин · СРСР                                                              |
| 30 км            | Вейкко Хакулінен · Фінляндія                                          | Сікстен Єрнберг · Швеція                                                      | Павло Колчин · СРСР                                                              |
| 50 км            | Сікстен Єрнберг · Швеція                                              | Вейкко Хакулінен · Фінляндія                                                  | Федір Терентьєв · СРСР                                                           |
| естафета 4×10 км | СРСР (URS) Федір Терентьєв Павло Колчин Микола Анікін Володимир Кузін | Фінляндія (FIN) Аугуст Кіуру Йорма Кортелайнен Арво Війтанен Вейкко Хакулінен | Швеція (SWE) Леннарт Ларссон Ґуннар Самуельссон Пер-Ерік Ларссон Сікстен Єрнберг |

### Жінки

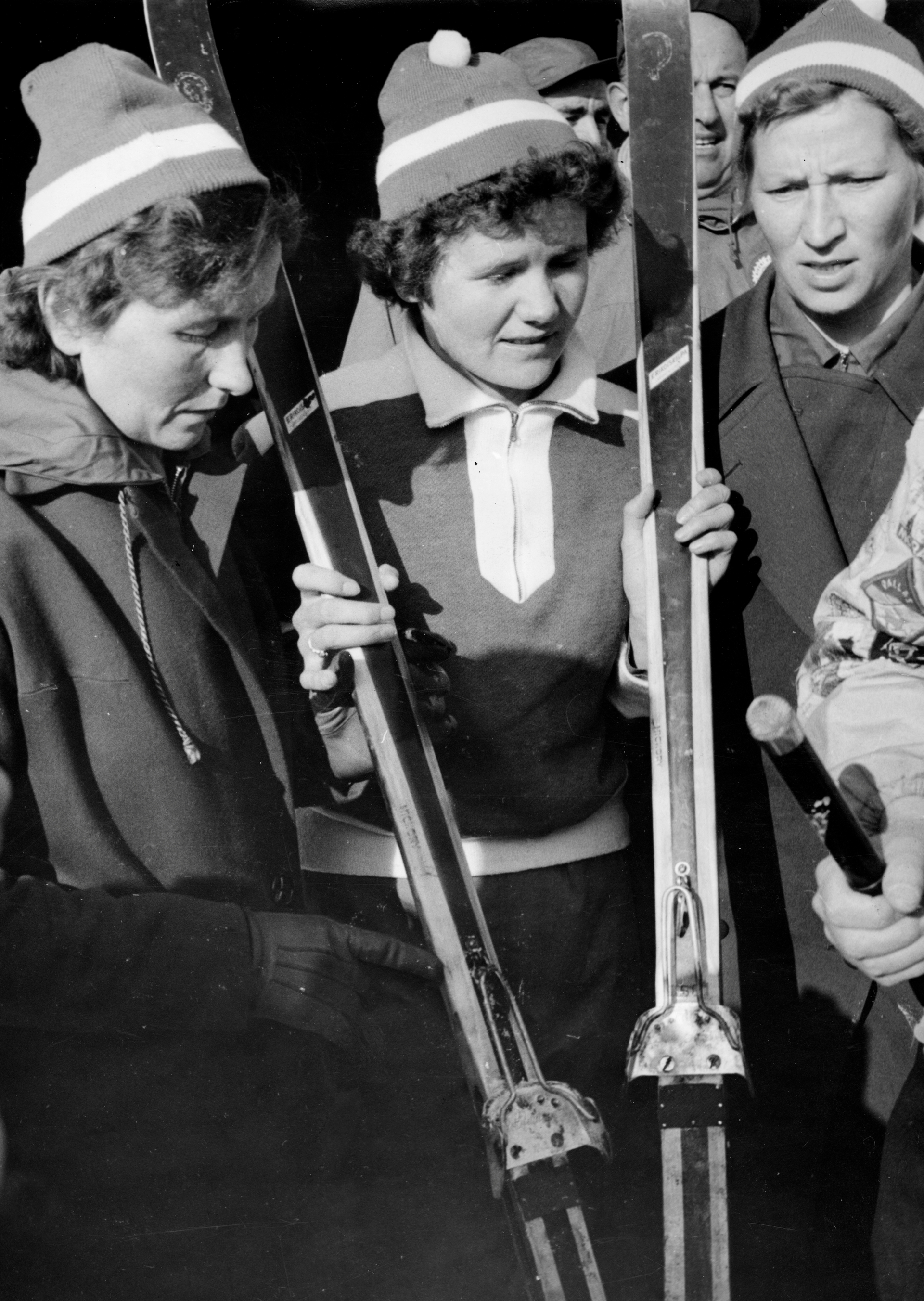
Олімпійські чемпіонки в естафеті (зліва направо): Сіркка Полкунен, Мір'я Хіетаміес, Сійрі Рантанен

| Дисципліна      | Золото                                                         | Срібло                                                   | Бронза                                                               |
| --------------- | -------------------------------------------------------------- | -------------------------------------------------------- | -------------------------------------------------------------------- |
| 10 км           | Любов Козирєва · СРСР                                          | Радья Єрошина · СРСР                                     | Соня Рутстрем-Едстрем · Швеція                                       |
| Естафета 3×5 км | Фінляндія (FIN) Сіркка Полкунен Мір'я Хіетаміес Сійрі Рантанен | СРСР (URS) Любов Козирєва Алевтина Колчина Радья Єрошина | Швеція (SWE) Ірма Йоганссон Анна-Ліса Ерікссон Соня Рутстрем-Едстрем |